# (565) Марбахия
(565) Марбахия (нем. Marbachia) — астероид главного пояса, который принадлежит к спектральному классу S. Он был открыт 9 мая 1905 года немецким астрономом Максом Вольфом в Обсерватории Хайдельберг-Кёнигштуль и назван в честь немецкого города Марбах-ам-Неккар.